# Koiva-Mustjõe luha
Koiva-Mustjõe luha este o arie protejată (arie specială de conservare — SAC, sit de importanță comunitară — SCI) din Estonia întinsă pe o suprafață de 3.196,3 ha, integral pe uscat.

## Localizare
Centrul sitului Koiva-Mustjõe luha este situat la coordonatele 57°36′59″N 26°21′40″E / 57.6163°N 26.3611°E.

## Înființare
Situl Koiva-Mustjõe luha a fost declarat sit de importanță comunitară în aprilie 2004 pentru a proteja 12 specii de animale. Situl a fost protejat și ca arie specială de conservare în octombrie 2005.

## Biodiversitate
Situată în ecoregiunea boreală, aria protejată conține 13 habitate naturale: Cursuri de apă de la nivel de câmpie la nivel montan, cu vegetație Ranunculion fluitantis și Callitricho-Batrachion, Pajiști uscate europene, Pajiști uscate seminaturale și facies de acoperire cu tufișuri pe substraturi calcaroase (Festuco-Brometalia) (* situri importante pentru orhidee), Pajiști fino-scandinave uscate până la mezice, bogate în specii de altitudine mică, Liziere de ierburi înalte hidrofile de câmpie și de nivel montan până la alpin, Pajiști aluvionare boreale nordice, Pajiști din zone de pădure fino-scandinave, Taiga vestică, Păduri fino-scandinave bogate în ierburi cu Picea abies, Pășuni din zone de pădure fino-scandinave, Păduri caducifoliate de mlaștină fino-scandinave, Mlaștini împădurite, Păduri mixte riverane de Quercus robur, Ulmus laevis și Ulmus minor, Fraxinus excelsior sau Fraxinus angustifolia, de-a lungul marilor râuri (Ulmenion minoris).
La baza desemnării sitului se află mai multe specii protejate:
- nevertebrate (7): Boros schneideri, Graphoderus bilineatus, libelule (Leucorrhinia pectoralis), Ophiogomphus cecilia, Osmoderma eremita, Unio crassus, Xylomoia strix
- pești (5): avat (Aspius aspius), zvârluga (Cobitis taenia), zglăvoacă (Cottus gobio), Lampetra fluviatilis, somonul (Salmo salar)

Pe lângă speciile protejate, pe teritoriul sitului au mai fost identificate 5 specii de plante, 17 specii de păsări.